# OnLive
OnLive war ein in Mountain View ansässiges Unternehmen und Betreiber des gleichnamigen Cloud-Gaming-Dienstes. Am 1. April 2015 gab das Unternehmen bekannt, dass der Dienst zum 30. April 2015 eingestellt werde und ein Großteil der Unternehmensassets an Sony Computer Entertainment verkauft wurden.

## Geschichte
Nach sieben Jahren stiller Entwicklungsarbeit wurde die Technologie auf der Game Developers Conference (GDC) in San Francisco im März 2009 der Öffentlichkeit vorgestellt.
Für die Inhalte des Service wurde mit den Spieleherstellern 2D Boy, Atari SA, Codemasters, Eidos Interactive, Electronic Arts, Epic Games, Take 2 Interactive, THQ, Ubisoft und Warner Bros. eine Partnerschaft unterzeichnet, um Spiele dieser Hersteller zur Verfügung zu stellen.
Seit dem 17. Juni 2010 konnte OnLive in den USA genutzt werden. Zu Beginn standen über 20 Spiele bereit.
Durch eine im Januar 2012 veröffentlichte OnLive-Desktop-App mit dem Namen OnLive Desktop Plus erhielten Tablet-Besitzer in den USA über die Cloud des Unternehmens Zugang zu Windows 7 sowie Microsoft Office. Apple und Android (Betriebssystem)-Nutzer konnten damit den Internet Explorer 9 auf ihrem Tablet sowie Flash nutzen und schnellere Internet-Geschwindigkeiten erzielen. An einer Bereitstellung des Dienstes auch für Nutzer außerhalb der USA wurde laut Angaben des Herstellers gearbeitet.

## Geschäftsmodell
Der kostenpflichtige Dienst war zunächst auf Rechnungsadressen in den USA beschränkt, auch wenn schon Vereinbarungen mit britischen und belgischen Telekommunikationsanbietern getroffen wurden. Es fielen keine monatlichen Kosten für den Dienst an. Der Spieler konnte einen Spiel-Pass für ein Spiel kaufen, der ihm für drei bzw. fünf Tage Zutritt zu einem Spiel gewährte, oder aber er kaufte die Spielberechtigung für mindestens drei Jahre. Daneben war für einen festen monatlichen Betrag auch eine Flatrate erhältlich.

## Technischer Hintergrund
Die Spiele wurden auf Hochleistungs-Servern installiert und ausgeführt. Dort wurde die rechenintensive Hauptarbeit der 3D-Berechnungen und die Kompression der Bilddaten mit OnLive durchgeführt. Der Spieler sendete seine entsprechenden Eingabedaten an den Server, worauf dieser sie verarbeitete und die fertigen Videobilder zurücksandte.
Mit dieser Technologie sollte laut Aussage des Herstellers die Spiele-Branche revolutioniert werden. Es fallen z. B. die hohen Kosten für leistungsstarke Hardware des Spielerechners vor Ort weg, was ein Ziel der Entwickler war, um den Einstieg in Spielewelten so günstig wie möglich zu gestalten. Durch den Wegfall der lokalen Speicherung wird dabei auch ein Großteil der Betrugsmöglichkeiten durch Cheats verhindert. Auch sollen sich dadurch Downloads der Spieledateien, Ladezeiten, Spiele-Patches, Hardware-Upgrades und Medien für eine Installation erübrigen.
Der Kompressions-Algorithmus sollte das Streamen von damals aktuellen Spielen, auch solchen mit hohen Hardwareanforderungen wie z. B. Crysis über eine 1,5 Mbit DSL-Leitung erlauben. Für eine Auflösung von 1280 × 720 (720p) sollte eine 5 Mbit DSL-Leitung ausreichend sein und das Komprimieren des Streams nur 1 ms dauern. Die Zeit zum Dekomprimieren hinge dann vom Endgerät ab. Dazu käme dann noch die übliche Netzwerkverzögerungszeit (gewöhnlich zwischen 50 und 200 ms). Um solche Werte zu erreichen, sollten sich die Benutzer in einem Radius von etwa 625 Kilometer um das Daten-Zentrum herum befinden, um den Service in höherer Qualität mit DSL empfangen zu können. Bei Anbindung über Lichtwellenleiter konnte der Radius 940 km betragen.
Mit der Technik sollte eine Grafikqualität erreicht werden, die mit damaligen High-End PCs, der PlayStation 3 oder der Xbox 360 vergleichbar sein sollte. An alle Benutzer sollten dann nur noch die entsprechenden Bilddaten geschickt werden. Auf den Service konnte mittels einer Software (für Mac MacOS und Windows ab XP) oder einer speziellen Spielkonsole zugegriffen werden.

## Entwicklungsteam
- Steve Perlman, Gründer, Präsident und CEO von OnLive, auch bekannt durch die Entwicklung von QuickTime und WebTV
- Mike McGarvey war COO und war Eidos’ CEO
- Tom Paquin war Vizepräsident der Entwicklung. Er ist bekannt als Hauptentwickler des Netscape Navigators und als einer der Gründer von Mozilla.org.
- John Spinale war Vizepräsident für Spiele und Medien. Spinale war zusammen mit McGarvey SVP der Produktentwicklung bei Eidos und Direktor und Executive Producer von Activision. Er gründete auch das Unternehmen Bitmo
- Paul V. Weinstein war Vizepräsident der Geschäftsentwicklung. Früher tätig als EVP für Geschäftsentwicklung für Open Source Datenbank Unternehmen MySQL.
- Charlie Jablonski war Vizepräsident für das operative Geschäft. Er war unter anderem 16 Jahre bei NBC als Hauptentwickler für Konstruktion und Technologie tätig.

## Kritik
Matt Peckham von der Computerzeitschrift PC-Welt erklärt, dass OnLive ein „deterministisches Breitband“ voraussetzt. Das ist eine „ungeteilte Leitung, dauerhafte und garantierte Geschwindigkeit“. Aber weder „ist Breitband schon soweit, noch sind die ISPs bereit, garantierte Geschwindigkeit anzubieten“.
Aus datenschutzrechtlicher Sicht soll es Bedenken gegeben haben. Weil die Benutzerdaten lokal und nicht in den Daten-Zentren gespeichert wurden, war die Möglichkeit gegeben, komplexe Persönlichkeits-Profile und Gruppenverbindungen mit allen Inhalte (Spiele, Videos, Sprache, Chat), die über die Schnittstellen von OnLive laufen sollten, zu generieren.
Da sich alle Spielinhalte auf den Servern des Anbieters befinden, gelten für OnLive die gleichen Kritikpunkte wie bei der Digitalen Rechteverwaltung.
Der Spieler erwirbt beim Kauf eines sogenannten „PlayPass“ lediglich ein zeitlich limitiertes Nutzungsrecht. Die teuerste Variante, die üblicherweise ebenso viel wie eine „echte“ Ausgabe im Handel kostet, berechtigt zum Spielen des Spiels für die Dauer seiner Unterstützung durch den OnLive-Service. Dabei wird mindestens eine Unterstützung für drei Jahre garantiert.